# Coupe continentale d'athlétisme 2018
Navigation
Édition précédente Édition suivante
La  3e édition de la Coupe continentale d'athlétisme s'est déroulée les 8 et 9 septembre 2018 à Ostrava, en République tchèque. Le choix du lieu de la compétition a eu lieu en novembre 2014 : l'IAAF a préféré la ville tchèque à Bydgoszcz, en Pologne.

## Participants
- AME : Amériques (la NACAC et CONSUDATLE)[1]
- AFR : Afrique (la Confédération africaine d'athlétisme, CAA)[2]
- APA : Asie/Pacifique (Asie, AAA et Océanie, AOA)[3]
- EUR : Europe (EAA)[4]

4 athlètes de la nation-hôte font partie de la sélection européenne.
50 jours avant la compétition sont présentées les tenues des quatre équipes continentales.
4 ambassadeurs, capitaines d'équipes, sont désignés : Jana Pittman, Nezha Bidouane, Mike Powell et Colin Jackson. Ces derniers déterminent les jokers (deux par jour de compétition) qui permettent de doubler les points obtenus.
Le 17 août 2018, l'équipe d'Afrique est la première annoncée et comprend généralement les deux premiers arrivés des Championnats d'Afrique à Asaba. Le 24 août 2018, l'équipe des Amériques, basée sur le classement des résultats, est annoncée. Le 28 août 2018, la composition de l'équipe d'Europe est annoncée.

## Modalités
- (en) organisation de la compétition

## Résultats

### Hommes
| 100 m | Noah Lyles (AME) 10 s 01                                              | Su Bingtian (APA) 10 s 03                                                        | Akani Simbine (AFR) 10 s 11                                               |
| 200 m | Alonso Edward (AME) 20 s 19                                           | Ramil Guliyev (EUR) 20 s 28                                                      | Alex Quiñónez (AME) 20 s 36                                               |
| 400 m | Abdalelah Haroun (APA) 44 s 72                                        | Baboloki Thebe (AFR) 45 s 10                                                     | Nathan Strother (AME) 45 s 28                                             |
| 800 m | Emmanuel Korir (AFR) 1 min 46 s 50                                    | Clayton Murphy (AME) 1 min 46 s 77                                               | Nijel Amos (AFR) 1 min 46 s 77                                            |
| 1 500 m | Elijah Manangoi (AFR) 3 min 40 s 00                                   | Marcin Lewandowski (EUR) 3 min 40 s 42                                           | Jakob Ingebrigtsen (EUR) 3 min 40 s 80                                    |
| 3 000 m | Paul Chelimo (AME) 7 min 57 s 13                                      | Mohammed Ahmed (AME) 7 min 57 s 99                                               | Henrik Ingebrigtsen (EUR) 7 min 58 s 85                                   |
| 110 m haies | Sergueï Choubenkov (EUR) 13 s 03                                      | Ronald Levy (AME) 13 s 12 (SB)                                                   | Pascal Martinot-Lagarde (EUR) 13 s 31                                     |
| 400 mètres haies | Abderrahman Samba (APA) 47 s 37 (CR)                                  | Annsert Whyte (AME) 48 s 46 (SB)                                                 | Karsten Warholm (EUR) 48 s 56                                             |
| 3 000 m steeple | Conseslus Kipruto (AFR) 8 min 22 s 55                                 | Matthew Hughes (AME) 8 min 29 s 70                                               | Yohanes Chiappinelli (EUR) 8 min 32 s 89                                  |
| 4 × 100 m | Amériques 38 s 05 Mike Rodgers Noah Lyles Yohan Blake Tyquendo Tracey | Europe 38 s 96 Emre Zafer Barnes Jak Ali Harvey Yiğitcan Hekimoğlu Ramil Guliyev | Asie-Pacifique 39 s 55 Trae Williams Joseph Millar Jin Su Jung Jake Doran |
| Saut en hauteur | Donald Thomas (AME) 2,30 m                                            | Brandon Starc (APA) 2,30 m                                                       | Maksim Nedasekau (EUR) 2,27 m                                             |
| Saut à la perche | Sam Kendricks (AME) 5,85m                                             | Renaud Lavillenie (EUR) 5,80m                                                    | Shawn Barber (AME) 5,65m                                                  |
| Saut en longueur | Ruswahl Samaai (AFR) 8,16 m                                           | Miltiadis Tentoglou (EUR) 8,00 m                                                 | Jeff Henderson (AME) 7,98 m                                               |
| Triple saut | Christian Taylor (AME) 17,59 m                                        | Hugues Fabrice Zango (AFR) 17,02 m (NR)                                          | Arpinder Singh (APA) 16,59 m                                              |
| Lancer du poids | Darlan Romani (AME) 21,89 m                                           | Tomas Walsh (APA) 21,43 m                                                        | Michał Haratyk (EUR) 21,36 m                                              |
| Lancer du disque | Fedrick Dacres (AME) 67,97 m                                          | Matthew Denny (APA) 63,99 m                                                      | Andrius Gudžius (EUR) 66,95 m                                             |
| Lancer du marteau | Dilshod Nazarov (APA) 77,34 m                                         | Mostafa al-Gamel (AGR) 74,22 m                                                   | Bence Halász (EUR) 74,80 m                                                |
| Lancer du javelot | Thomas Röhler (EUR) 87,07 m                                           | Cheng Chao-Tsun (APA) 83,28 m                                                    | Anderson Peters (AME) 80,86 m                                             |
| Records et Performances - AR : Record continental (area record) - CR : Record des championnats (championship record) - MR : Record du meeting (meet record) - NR : Record national (national record) - OR : Record olympique (olympic record) - PR : Record paralympique (paralympic record) - PB : Record personnel (personal best) - SB : Meilleure performance personnelle de la saison (season's best) - WL : Meilleure performance mondiale de l'année (world leader) - WJR : Record du monde junior (world junior record) - WR : Record du monde (world record) Circonstances et Conditions - DNF : N'a pas terminé (did not finish) - DNS : N'a pas pris le départ (did not start) - DQ : Disqualification (disqualification) - NM : Aucun essai valable enregistré (No Mark) - Q : Qualifié « directement » au prochain tour (ou à la prochaine compétition), lors d'une compétition majeure, grâce au classement ou à la réalisation des minima (automatic qualifier) - q : Qualifié au prochain tour (ou à la prochaine compétition), lors d'une compétition majeure, grâce au repêchage ou à la réalisation de l'une des meilleures performances parmi celles des « non qualifiés directement » (grâce au meilleur temps ou à la meilleure distance par exemple) (secondary qualifier) |                                                                       |                                                                                  |                                                                           |

### Femmes
| 100 m | Marie-Josée Ta Lou (AFR) 11 s 14                                                          | Dina Asher-Smith (EUR) 11 s 16                                                     | Jenna Prandini (AME) 11 s 21                                      |
| 200 m | Shaunae Miller-Uibo (AME) 22 s 16                                                         | Dafne Schippers (EUR) 22 s 28                                                      | Marie-Josée Ta Lou (AFR) 22 s 61                                  |
| 400 m | Salwa Eid Naser (APA) 49 s 32                                                             | Caster Semenya (AFR) 49 s 62 (NR)                                                  | Stephenie Ann McPherson (AME) 50 s 82                             |
| 800 m | Caster Semenya (AFR) 1 min 54 s 77                                                        | Ajeé Wilson (AME) 1 min 57 s 16                                                    | Natoya Goule (AME) 1 min 57 s 36                                  |
| 1 500 m | Winny Chebet (AFR) 4 min 16 s 01                                                          | Shelby Houlihan (AME) 4 min 16 s 36                                                | Rababe Arafi (AFR) 4 min 17 s 19                                  |
| 3 000 m | Sifan Hassan (EUR) 8 min 27 s 50 (CR)                                                     | Senbere Teferi (AFR) 8 min 32 s 49                                                 | Hellen Obiri (AFR) 8 min 36 s 20                                  |
| 100 mètres haies | Danielle Williams (AME) 12 s 49                                                           | Kendra Harrison (AME) 12 s 52                                                      | Pamela Dutkiewicz (EUR) 12 s 82                                   |
| 400 mètres haies | Janieve Russell (AME) 53 s 62                                                             | Shamier Little (AME) 53 s 86                                                       | Hanna Ryzhykova (EUR) 54 s 47                                     |
| 3 000 m steeple | Beatrice Chepkoech (AFR) 9 min 07 s 92 (CR)                                               | Courtney Frerichs (AME) 9 min 15 s 22                                              | Winfred Yavi (APA) 9 min 17 s 86                                  |
| 4 × 100 m | Amériques 42 s 11 Ángela Tenorio Shaunae Miller-Uibo Jenna Prandini Vitória Cristina Rosa | Europe 42 s 55 Kristal Awuah Imani-Lara Lansiquot Bianca Williams Dina Asher-Smith | Asie-Pacifique 42 s 93 Kong Lingwei Wei Yongli Ge Manqi Yuan Qiqi |
| Saut en hauteur | Mariya Lasitskene (EUR) 2,00 m                                                            | Svetlana Radzivil (APA) 1,95 m                                                     | Levern Spencer (AME) 1,93 m                                       |
| Saut à la perche | Anzhelika Sidorova (EUR) 4,85 m (CR)                                                      | Katerina Stefanidi (EUR) 4,85 m (CR)                                               | Sandi Morris (AME) 4,85 m (CR)                                    |
| Saut en longueur | Caterine Ibargüen (AME) 6,93 m (NR)                                                       | Brooke Stratton (APA) 6,71 m                                                       | Malaika Mihambo (EUR) 6,86 m                                      |
| Triple saut | Caterine Ibargüen (AME) 14,76 m                                                           | Olga Rypakova (EUR) 14,26 m                                                        | Paraskeví Papahrístou (EUR) 14,22 m                               |
| Lancer du poids | Gong Lijiao (APA) 19,63 m                                                                 | Raven Saunders (AME) 19,74 m                                                       | Christina Schwanitz (EUR) 19,73 m                                 |
| Lancer du disque | Yaime Pérez (AME) 65,30 m                                                                 | Sandra Perković (EUR) 68,44 m                                                      | Chen Yang (APA) 63,34 m                                           |
| Lancer du marteau | DeAnna Price (AME) 75,46 m (CR)                                                           | Anita Włodarczyk (EUR) 73,45 m                                                     | Luo Na (APA) 67,39 m                                              |
| Lancer du javelot | Lü Huihui (APA) 63,88 m                                                                   | Christin Hussong (EUR) 62,96 m                                                     | Kara Winger (AME) 60,38 m                                         |
| Records et Performances - AR : Record continental (area record) - CR : Record des championnats (championship record) - MR : Record du meeting (meet record) - NR : Record national (national record) - OR : Record olympique (olympic record) - PR : Record paralympique (paralympic record) - PB : Record personnel (personal best) - SB : Meilleure performance personnelle de la saison (season's best) - WL : Meilleure performance mondiale de l'année (world leader) - WJR : Record du monde junior (world junior record) - WR : Record du monde (world record) Circonstances et Conditions - DNF : N'a pas terminé (did not finish) - DNS : N'a pas pris le départ (did not start) - DQ : Disqualification (disqualification) - NM : Aucun essai valable enregistré (No Mark) - Q : Qualifié « directement » au prochain tour (ou à la prochaine compétition), lors d'une compétition majeure, grâce au classement ou à la réalisation des minima (automatic qualifier) - q : Qualifié au prochain tour (ou à la prochaine compétition), lors d'une compétition majeure, grâce au repêchage ou à la réalisation de l'une des meilleures performances parmi celles des « non qualifiés directement » (grâce au meilleur temps ou à la meilleure distance par exemple) (secondary qualifier) |                                                                                           |                                                                                    |                                                                   |

### Mixte
| 4 × 400 m | Amérique Christian Taylor Luguelín Santos Stephenie Ann McPherson Shaunae Miller-Uibo 3 min 13 s 01 | Afrique Christine Botlogetswe Chidi Okezie Caster Semenya Baboloki Thebe 3 min 16 s 19 | Asie Steven Solomon Murray Goodwin Anneliese Rubie Ella Connolly 3 min 18 s 55 |
| Records et Performances - AR : Record continental (area record) - CR : Record des championnats (championship record) - MR : Record du meeting (meet record) - NR : Record national (national record) - OR : Record olympique (olympic record) - PR : Record paralympique (paralympic record) - PB : Record personnel (personal best) - SB : Meilleure performance personnelle de la saison (season's best) - WL : Meilleure performance mondiale de l'année (world leader) - WJR : Record du monde junior (world junior record) - WR : Record du monde (world record) Circonstances et Conditions - DNF : N'a pas terminé (did not finish) - DNS : N'a pas pris le départ (did not start) - DQ : Disqualification (disqualification) - NM : Aucun essai valable enregistré (No Mark) - Q : Qualifié « directement » au prochain tour (ou à la prochaine compétition), lors d'une compétition majeure, grâce au classement ou à la réalisation des minima (automatic qualifier) - q : Qualifié au prochain tour (ou à la prochaine compétition), lors d'une compétition majeure, grâce au repêchage ou à la réalisation de l'une des meilleures performances parmi celles des « non qualifiés directement » (grâce au meilleur temps ou à la meilleure distance par exemple) (secondary qualifier) | |                                                                                        |                                                                                |